# 16 Biggest Hits (album Johnnyja Casha)
16 Biggest Hits je kompilacija Johnnyja Casha, objavljena 1999. u izdanju Sony Recordsa. Album je sastavljen od najvećih Cashovih hitova kao što su "Ring of Fire", "Understand Your Man" i "A Boy Named Sue". Na albumu se nalazi i nekoliko pjesama koje nisu bile hitovi kao što su "I Still Miss Someone" i "The Legend of John Henry's Hammer".
Cash je između 1956. i 1976. imao 13 hitova broj jedan u Americi, a na albumu ih se nalazi samo osam.

## Popis pjesama
1. I Walk the Line (Cash) – 2:43
2. I Still Miss Someone (Cash) – 2:36
3. The Legend of John Henry's Hammer (Cash) – 8:26
4. Don't Take Your Guns to Town (Cash) – 3:02
5. In the Jailhouse Now (Rodgers) - 2:22
6. Ring of Fire (Cash y Kilgore) - 2:36
7. Understand Your Man (Cash) – 2:43
8. The Ballad of Ira Hayes (LaFarge) - 4:08
9. Folsom Prison Blues (live) (Cash) – 2:45
10. Daddy Sang Bass (Perkins) - 2:23
11. A Boy Named Sue (live) (Silverstein) - 3:44
12. Sunday Morning Coming Down (Kris Kristofferson) - 4:09
13. Flesh and Blood (Cash) – 2:37
14. Man in Black (Cash) – 2:52
15. One Piece at a Time (Kemp) - 4:02
16. (Ghost) Riders in the Sky (Jones) - 3:43

## Ljestvice
Album - Billboard (Sjeverna Amerika)
| Godina | Ljestvica          | Pozicija |
| ------ | ------------------ | -------- |
| 1999.  | Billboard 200      | 185      |
| 1999.  | Top country albumi | 18       |
| 2006.  | Billboard 200      | 126      |
| 2006.  | Top country albumi | 26       |